# Feel the Love
Feel the Love é uma canção do quarteto britânico Rudimental com participação de John Newman. É o segundo single do seu álbum de estreia Home. A canção foi lançada no Reino Unido em 14 de maio de 2012 e alcançou a primeira colocação nas paradas musicais, além de entrar no top cinco em vários países, incluindo Austrália, Bélgica, Holanda e Nova Zelândia, e de obter boas posições na Áustria, Dinamarca, Alemanha e Irlanda. A faixa foi escolhida como "registro o mais quente do mundo" em 29 de março de 2012 pelo DJ Zane Lowe da BBC Radio 1. A canção também foi destaque no jogo Need for Speed: Most Wanted de 2012, e também foi utilizada nos programas The Pauly D Project e Doctor Who.

## Vídeo musical
Um videoclipe foi lançado no YouTube no dia 12 de abril de 2012. Foi filmado na Filadélfia, Pensilvânia e apresenta jovens cavaleiros e cenas do Fletcher Street Urban Riding Club e da sua vizinhança. O vídeo tem, no YouTube, um comprimento de quatro minutos e um segundo e foi dirigido por Bob Harlow.

## Lista de faixas
| Download digital |                                         |         |  |
| N.º              | Título                                  | Duração |  |
| 1.               | "Feel the Love"                         | 4:02    |  |
| 2.               | "Feel the Love" (Fred V & Grafix Remix) | 4:48    |  |
| 3.               | Sem título (Cutline Remix)              | 5:22    |  |
| 4.               | "Feel the Love" (Scuba Remix)           | 7:11    |  |
| 5.               | "Feel the Love" (Rudimental VIP)        | 6:40    |  |

## Desempenho nas tabelas musicais
| Chart (2012)                                   | Posições de pico |
| ---------------------------------------------- | ---------------- |
| Austrália (ARIA)                               | 3                |
| Áustria (Ö3 Austria Top 75)                    | 14               |
| Bélgica (Ultratop 50 de Flandres)              | 2                |
| Bélgica (Ultratip Bubbling Under da Valônia)   | 2                |
| ERRO: DEVE FORNECER ano PARA PARADA checa      | 2                |
| Dinamarca (Hitlisten)                          | 26               |
| O campo songid é OBRIGATÓRIO PARA PARADA ALEMÃ | 59               |
| Hungria (Rádiós Top 40)                        | 6                |
| Islândia (Tonlist)                             | 23               |
| Irlanda (IRMA)                                 | 26               |
| Países Baixos (Dutch Top 40)                   | 2                |
| Nova Zelândia (Recorded Music NZ)              | 4                |
| Escócia (Scottish Singles Chart)               | 1                |
| Eslováquia (Rádio Top 100)                     | 40               |
| Reino Unido (UK Dance Chart)                   | 1                |
| Reino Unido (UK Singles Chart)                 | 1                |

| Chart (2012)                          | Posição |
| ------------------------------------- | ------- |
| Hungria (Rádiós Top 40)               | 45      |
| Reino Unido (Official Charts Company) | 16      |

| País                  | Certificação |
| --------------------- | ------------ |
| Austrália - ARIA      | 3× Platina   |
| Bélgica - BEA         | Ouro         |
| Nova Zelândia - RIANZ | Platina      |
| Reino Unido - BPI     | Platina      |

## Histórico de lançamento
| Região         | Data                | Formato                | Gravadora                           |
| -------------- | ------------------- | ---------------------- | ----------------------------------- |
| Reino Unido    | 14 de maio de 2012  | Download digital       | Asylum Records Black Butter Records |
| Estados Unidos | 25 de junho de 2013 | Contemporary hit radio | Asylum Records Black Butter Records |